# Wilbur H. Porterfield

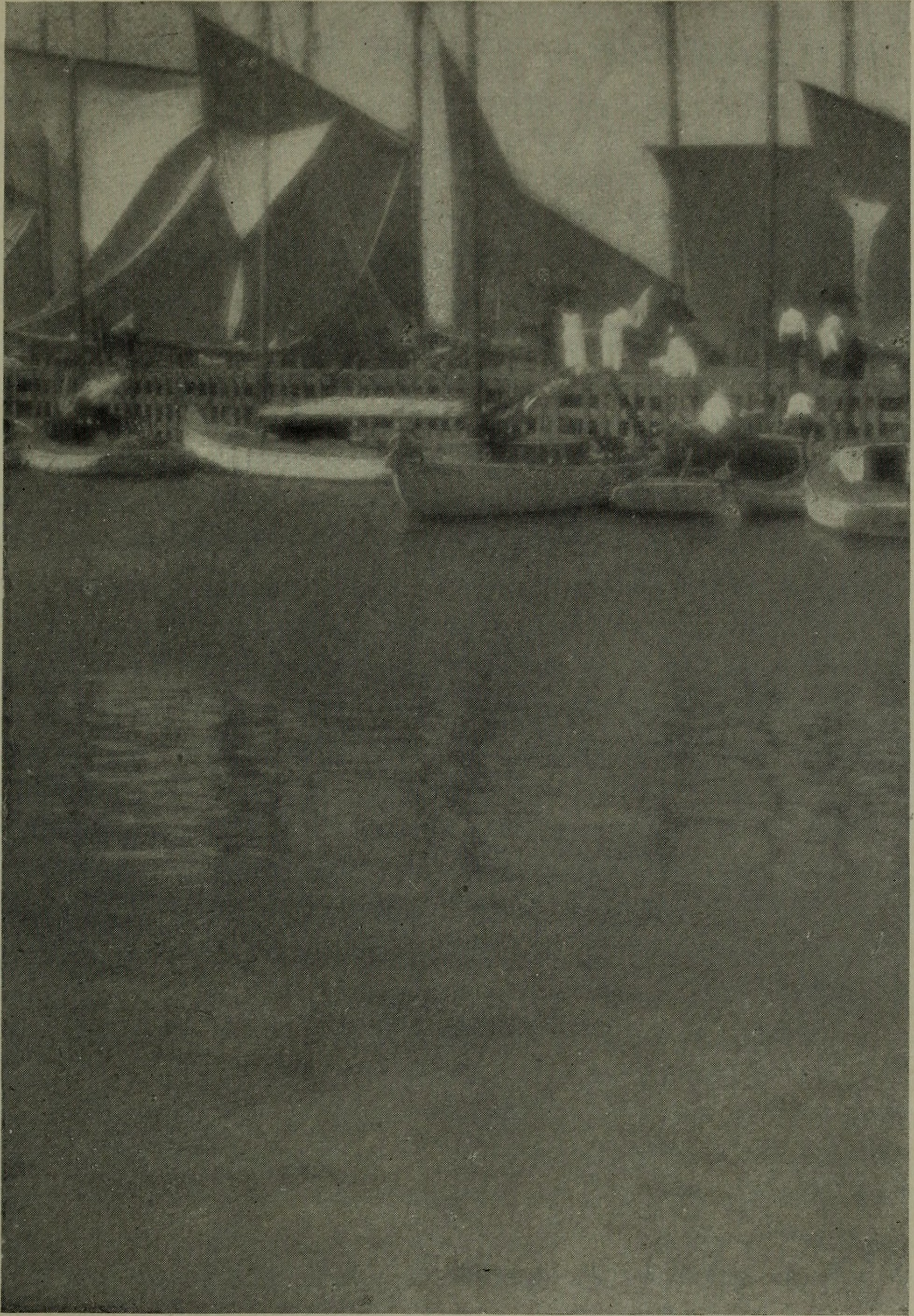
Wilbur Heber Porterfield: The Inlet Pier, Atlantic City, 1911, in: The American Annual of Photography (1911)

Wilbur Heber Porterfield (* 26. Mai 1873 in Oil City, Pennsylvania; † 1958 in Buffalo, New York) war ein US-amerikanischer Fotograf und Piktorialist.

## Leben
Wilbur Porterfield verlor seinen Vater im Alter von fünf Jahren bei einer Explosion an einer Ölquelle. Bereits mit zwölf Jahren verließ er die Schule und nahm eine Stelle bei Western Union in Bradford, Pennsylvania, an. 1888 zog er mit seiner Mutter nach Buffalo, New York, wo er mit einer kurzen Unterbrechung 33 Jahre lang in der Lithografiewerkstatt Cosack & Company arbeitete. 1901 begann Wilbur Porterfield als Amateurfotograf mit einer Cycko-Kamera. Er trat dem Buffalo Camera Club bei, dessen Präsident er 1905 wurde. Ein Jahr später verließ er den Club und gründete die Photo-Pictorialists of Buffalo, eine Gruppe, die sich an der von Alfred Stieglitz initiierten Photo-Secession orientierte. Ihr Ziel war es, die Fotografie als Kunstform zu etablieren, indem sie Merkmale der Malerei wie weiche Fokussierung, klassische Kompositionsstrukturen und traditionelle Sujets wie Porträts, Stillleben und Landschaften übernahmen. Einige seiner Arbeiten wie The Way to the Valley (ca. 1917) befinden sich in der Sammlung des Minneapolis Institute of Art. Später ist Wilbur Porterfield an der Gründung ähnlicher Gruppen in Pittsburgh und Los Angeles beteiligt.
Nach dem Ende seiner Tätigkeit bei Cosack & Company wurde Wilbur Porterfield Berufsfotograf und trat in die Tiefdruckabteilung des Buffalo Courier ein, der später im Courier Express aufging. Seine Fotografien erschienen regelmäßig in der Sonntagsbeilage unter der Rubrik As Porterfield Sees It, die noch zehn Jahre nach seinem Tod unter dem Titel As Porterfield Saw It" fortgeführt wurde. Er bereiste die Region mit dem Fahrrad – insgesamt etwa 65.000 Meilen in 15 Jahren – und später mit dem Auto, um ideale Motive und Lichtverhältnisse zu finden.

## Werk
Seine frühen Arbeiten entstanden im Pigmentdruckverfahren, das es dem Fotografen ermöglichte, die Bilder während der Entwicklung mit dem Pinsel zu bearbeiten. 1907 gewann er einen Fotowettbewerb und investierte einen Teil des Preisgeldes in eine Graflex-Kamera.  
Wilbur Porterfields Fotografien, die häufig die Landschaft im Westen New Yorks zeigen, erlangten internationale Bekanntheit. Zwischen 1913 und 1920 wurden mehr als 10.000 seiner Abzüge in über 270 Ausstellungen gezeigt und er erhielt mehr als 80 Auszeichnungen. 1921 hatte er seine erste Einzelausstellung in der Albright Art Gallery – als erster Fotograf überhaupt. Eine zweite Ausstellung folgte 1941.